# Tomasz Motyka
Tomasz Marek Motyka, né le 8 mai 1981 à Wrocław, est un escrimeur polonais pratiquant l'épée. Il a remporté la médaille d’argent à l'épée avec l’équipe de Pologne lors des Jeux olympiques d’été de 2008.

## Palmarès

### Jeux olympiques d'été
- 2008 à Pékin,  Chine
  -  Médaille d'argent en épée par équipe

### Championnats du monde
- 2009 à Antalya,  Turquie
  -  Médaille de bronze en épée par équipe

### Championnats d'Europe
- 2011 à Sheffield,  Royaume-Uni
  -  Médaille de bronze en épée en individuel
- 2007 à Gand,  Belgique
  -  Médaille d'argent en épée par équipe
- 2006 à Izmir,  Turquie
  -  Médaille d'argent en épée par équipe
- 2005 à Zalaegerszeg,  Hongrie
  -  Champion d'Europe en épée individuel
  -  Champion d'Europe en épée par équipe
- 2004 à Copenhague,  Danemark
  -  Médaille d'argent en épée par équipe
- 2003 à Bourges,  France
  -  Médaille de bronze en épée en individuel
- 2002 à Moscou,  Russie
  -  Médaille d'argent en épée par équipe

### Championnats de Pologne
- en 2002, 2003, 2004, 2007 et 2009:
  -  Champion de Pologne à l’épée